# Nowi Biljari
Nowi Biljari (ukrainisch Нові Білярі; russisch Новые Беляры/Nowyje Beljary) ist eine Siedlung städtischen Typs im Süden der Ukraine, etwa 22 Kilometer südlich der ehemaligen Rajonshauptstadt Dobroslaw und etwa 26 Kilometer nordöstlich der Oblasthauptstadt Odessa entfernt am Malyj Adschalyk-Liman (Малий Аджалицький лиман) gelegen.

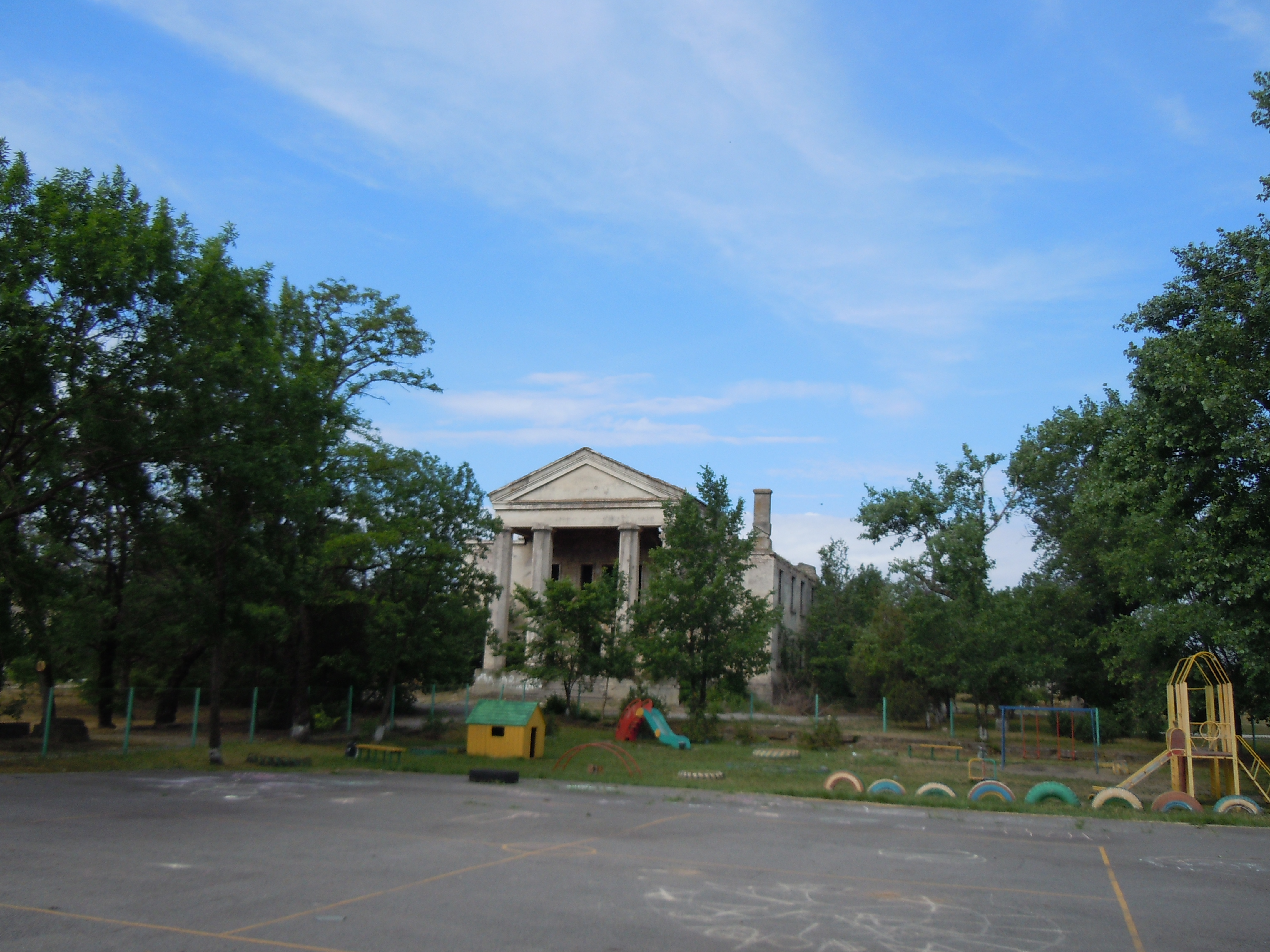
Blick auf Gebäude im Ort

Der Ort wurde in den 1930er Jahren besiedelt, während des Zweiten Weltkriegs zerstört und 1946 offiziell gegründet, 1974 erhielt das bis dahin bestehende Dorf den Status einer Siedlung städtischen Typs verliehen, er gehört zum Hafengebiet von Juschne.
Am 12. Juni 2020 wurde die Siedlung ein Teil der Stadtgemeinde Juschne, bis dahin bildete sie zusammen mit den Dörfern Biljari (Білярі, auf der anderen Limanseite gelegen), Buldynka (Булдинка, nördlich gelegen) und Hryhoriwka (Григорівка, südlich am Schwarzen Meer gelegen) die Siedlungratssgemeinde Nowi Biljari (Новобілярська селищна рада/Nowobiljarska selyschtschna rada) im Süden des Rajons Lyman.
Am 17. Juli 2020 wurde der Ort Teil des Rajons Odessa.